# Кейн (лунный кратер)
Кратер Кейн (лат. Kane) — останки крупного ударного кратера на северном побережье Моря Холода на видимой стороне Луны. Название присвоено в честь американского полярного исследователя и врача Илайши Кейна (1820—1857); утверждено Международным астрономическим союзом в 1935 г. Образование кратера относится предположительно к донектарскому периоду.

## Описание кратера
Ближайшими соседями кратера являются кратер Майер К. на западе; кратер Нейсон на севере; кратер Арнольд на северо-востоке; кратер Демокрит на востоке; кратер Гертнер на юго-востоке и кратер Шипшенкс на юго-западе. На юге от кратера Кейн находится борозда Шипшенкса. Селенографические координаты центра кратера 62°59′ с. ш. 25°50′ в. д. / 62,99° с. ш. 25,84° в. д., диаметр 55 км, глубина 570 м.
Кратер имеет близкую к циркулярной форму и практически полностью разрушен за длительное время своего существования. Вал кратера превратился в кольцо холмов, в юго-западной части этого кольца имеется разрыв. Дно чаши заполнено лавой при образовании моря Холода, испещрено множеством мелких кратеров.

## Сателлитные кратеры
| Кейн | Координаты                                            | Диаметр, км |
| ---- | ----------------------------------------------------- | ----------- |
| A    | 61°14′ с. ш. 27°03′ в. д. / 61,24° с. ш. 27,05° в. д. | 6,1         |
| F    | 59°40′ с. ш. 23°14′ в. д. / 59,66° с. ш. 23,24° в. д. | 7,2         |
| G    | 59°15′ с. ш. 25°20′ в. д. / 59,25° с. ш. 25,34° в. д. | 9,7         |

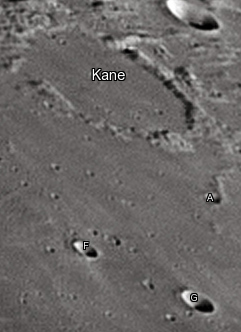
Снимок Девида Кемпбелла.

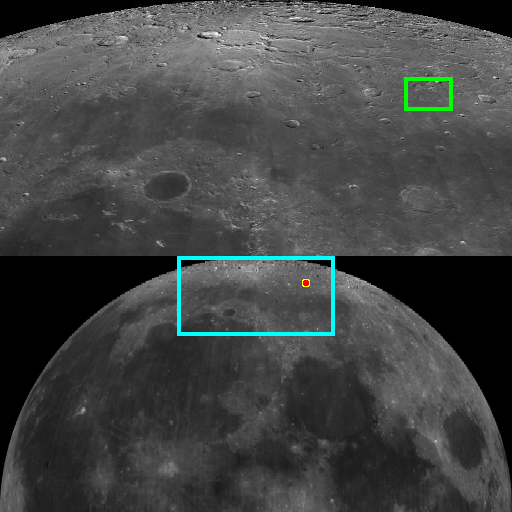
Месторасположение кратера.

Сателлитный кратер Кейн F включен в список кратеров с яркой системой лучей Ассоциации лунной и планетарной астрономии (ALPO).

## См.также
- Список кратеров на Луне
- Лунный кратер
- Морфологический каталог кратеров Луны
- Планетная номенклатура
- Селенография
- Минералогия Луны
- Геология Луны
- Поздняя тяжёлая бомбардировка